# Peleteria apicata
Peleteria apicata är en tvåvingeart som beskrevs av Charles Howard Curran 1925. Peleteria apicata ingår i släktet Peleteria och familjen parasitflugor. Inga underarter finns listade i Catalogue of Life.